# Интервенция Центральных держав в России
Интерве́нция Центра́льных держа́в в (Сове́тской) Росси́и (1918) — оккупация германскими, австро-венгерскими и турецкими войсками части территории России с целью захвата экономически важных регионов (Беларуси, Украины и Закавказья) и колонизации Прибалтики. Составная часть иностранной военной интервенции и Гражданской войны в России, иногда рассматриваемая как продолжение Первой мировой войны.
В советской историографии рассматривалась как «составная часть экспансии германского империализма на Востоке, осуществлявшаяся с целью территориальных захватов и реставрации капиталистического строя».
В советской историографии выделялись германская интервенция в Прибалтике и Белоруссии, германо-австрийская интервенция на Украине и Юге России и германо-турецкая интервенция в Закавказье.
Интервенция Центральных держав в России рассматривается как часть Первой мировой войны, в ходе которой Россия понесла большие потери, что стало следствием недостатков её вооружённых сил и, по мнению Лиддела Гарта, самопожертвования России ради союзников. Это подорвало моральный дух русской армии сильнее, чем её физическую выносливость.

## Предыстория
Октябрьская революция осенью 1917 года привела к власти в России большевиков, которым срочно требовалась передышка, чтобы стабилизировать собственное правление и противостоять формировавшимся по всей стране протестам против захвата ими власти. По инициативе правительства Ленина было заключено перемирие на всем Восточном фронте, которое вступило в силу 15 декабря 1917 года. С 9 декабря 1917 года действовало прекращение огня между Центральными державами и Румынией, которая была союзницей России, но в значительной степени потерпела военное поражение. Затем начались мирные переговоры между центральными державами и Советской Россией. Согласованным местом переговоров был российский город-крепость Брест-Литовск, расположенный недалеко от линии фронта на оккупированной немцами территории.
Выход России из войны стал большой потерей для Антанты:

…Паралич России — вначале частичный, а затем и полный — был потерей, которую в течение долгих месяцев не могло возместить даже вступление в войну Америки. И прежде чем удалось восстановить равновесие, западные союзники России были на волосок от гибели…— Бэзил Генри Лиддел Гарт
Антанта в конце 1917 года столкнулась с фактом численного превосходства Центральных держав, вызванного высокими потерями альянса, распылением усилий и политической нестабильностью в России. Поэтому должно было пройти много месяцев, прежде чем приток новых американских войск не изменил соотношение сил в сторону Антанты.
Германия тем временем подготовилась к новому крупному наступлению в Бельгии и Франции, используя ресурсы захваченных территорий:

… Оставив на своём Восточном фронте слабосильных солдат, стариков и подростков, Германия перебросила на Запад для борьбы с англо-французами лучшие силы. Подкормившись на запасах захваченных русских земель и укрепив своё продовольственное дело, германцы начали новое колоссальное наступление в Бельгии и Северной Франции с целью разгромить французскую армию и отбросить англичан на их остров…"— Виппер Р. Ю. История нового времени. — М. : ЧеРо, 1999—624 с., илл. ISBN 5-88711-122-4 Тираж 4000 экз.

## Переговоры в Брест-Литовске
Ещё в конце 1916 года германское командование Восточного фронта разработало, а правительство поддержало проект создания «второй пограничной полосы». Он предусматривал аннексию западных районов Российской империи.
Сторонники умеренных кругов германской буржуазии придерживались скрытой формы аннексии. В основе их взглядов была идея «срединной Европы» во главе с Германией при формальной независимости в её составе народов западной части Российской империи. «Срединная Европа», по их замыслу, должна была стать «орудием германской политики».-->
К ноябрю 1917 года на Восточном фронте находилась половина германской армии — более 1,7 млн человек. Правящие круги Германии согласились на предложение советского правительства о перемирии и мирных переговорах, рассчитывая воспользоваться тяжёлым положением Советской России и навязать ей мир, закреплявший завоевания Германии на востоке и позволявший перебросить максимум сил на Западный фронт для победы над Антантой. Под предлогом права народов на самоопределение и мира без аннексий и контрибуций, германское правительство намеревалось отделить от России народы областей, оккупированных Германией, как якобы уже выразившие своё желание отделиться от Советской России. Так называемая военная партия (возглавлялась Гинденбургом и Людендорфом) видела в будущем мирном договоре не только шанс для победы на Западе, но и предпосылку для осуществления завоевательной программы, включавшей отторжение от России части Белоруссии, всей Прибалтики и Украины, овладение кавказскими ресурсами и коммуникациями, для последующего захвата Средней Азии, Афганистана, Ирана, Месопотамии, Аравии, Индии.
29 декабря 1917 года на заседании политической комиссии в Брест-Литовске германский статс-секретарь Рихард фон Кюльман заявил, что Германия не намерена освобождать захваченную ею территорию Российской империи. Это решение он объяснил тем, что Германия стремится избежать наступления русской армии, которое могло быть возможным из-за политических перемен в России или «вследствие перемены курса нынешнего российского правительства».
5 января 1918 г. делегации Центральных держав в Бресте открыто заявили о своих территориальных претензиях. Советской делегации была предъявлена карта, на которой были определены области, которые должны были отойти к Германии, — Польша, Литва, значительная часть Белоруссии, Украины, Латвии и Эстонии общей площадью более 150 тысяч км². Статс-секретарь Кюльман заявил по этому поводу:

…Мы не хотим, чтобы эти народы, пережившие ужасы войны, пережили ещё и блага революции…— Мирные переговоры в Брест-Литовске. М., 1920. Т. 1., С. 125
По указанию В. И. Ленина для обсуждения создавшегося положения и германских условий мирного договора советская делегация выехала в Петроград. Работа конференции была прервана. У Советской России не было в то время иного выхода, кроме принятия условий мира, диктовавшихся Гофманом. Точка зрения Ленина, требовавшего скорейшего заключения мира, была им всесторонне обоснована в тезисах, вынесенных 8 (21) января на обсуждение на совместном заседании ЦК РСДРП(б) с партийными работниками. Страна, указывал Ленин, находится в исключительно тяжёлом политическом, экономическом и военном положении: хозяйственная разруха, катастрофическое положение с продовольствием, усталость и переутомление большинства солдат старой армии в результате длительной войны, невозможность снабжения армии необходимым снаряжением, полная негодность конского состава, обрекающая на неминуемую гибель артиллерию, не позволяли противостоять наступлению немцев. При этом старая армия фактически развалилась и больше не способна удержать фронт и защищать страну, а новая армия ещё не создана: 

…Нет сомнения, что наша армия в данный момент и в ближайшие недели (а вероятно, и в ближайшие месяцы) абсолютно не в состоянии успешно отразить немецкое наступление…— В. И. Ленин. Полное собрание сочинений, т. 35, стр. 248
11 (24) января на заседании ЦК было принято решение всемерно затягивать переговоры и немедленно подписать мир лишь в случае формального предъявления германского ультиматума. Соответствующие инструкции были даны и руководителю советской делегации Л. Д. Троцкому.
Тем временем 27 января (9 февраля) Германия, Австро-Венгрия, Болгария и Турция подписали сепаратный договор с Центральной радой УНР, рассчитывавшей на военную помощь Центральных держав в вытеснении с украинской территории советских войск. Как только о подписании соглашения узнали в Берлине, Вильгельм II категорически потребовал тотчас же предъявить советской делегации ультиматум о принятии германских условий мира с отказом от прибалтийских областей до линии Нарва — Псков — Двинск. Вечером того же дня Кюльман предъявил советской делегации категорическое требование немедленно подписать мир на германских условиях.
На вечернем заседании 28 января (10 февраля) Троцкий огласил ответ советской делегации. Вопреки совершенно определённой директиве Ленина он заявил, что Советская Россия «мира не подписывает, войну прекращает и армию демобилизует». Глава германской делегации указал Троцкому, что в случае отказа заключить мир «договор о перемирии теряет своё значение и по истечении предусмотренного в нём срока война возобновляется». Но Троцкий категорически отказался от продолжения переговоров.
Такая позиция Троцкого предоставила полную свободу действий Германии и Австро-Венгрии. Об этом свидетельствует телеграмма германской делегации в Берлин от 29 января (11 февраля). В ней говорилось: 

…Здесь почти все считают, что для нас вообще не могло произойти ничего более благоприятного, чем решение Троцкого. Конечно, на первый взгляд оно ошеломляюще. Этим решением Троцкий отказывается от всех преимуществ страны, ведущей войну и заключающей мир. При заключении мира мы всё-таки должны были бы сделать ему различные серьёзные уступки. Теперь мы сможем всё урегулировать по нашему собственному усмотрению…
После отклонения Троцким германского ультиматума Коронный совет во главе с кайзером Вильгельмом ІІ окончательно решил разорвать перемирие и начать войну против Советской России.
Вечером 16 февраля старший военный консультант советской делегации А. А. Самойло отправил в Народный комиссариат иностранных дел РСФСР следующую телеграмму:

…Сегодня, в 19 часов 30 минут, от генерала Гофмана мне официально объявлено, что 18 февраля в 12 часов оканчивается заключённое Российской Республикой перемирие и начинается снова состояние войны…— Документы внешней политики СССР, М., 1975., Т. 1. С. 105
 Аналогичная телеграмма была отправлена генералом Гофманом 16 февраля в СНК РСФСР.

## Цели и задачи интервенции
5 (18) января 1918 года штаб германского Восточного фронта по указанию германского верховного командования приступил к подготовке наступательной операции на петроградском направлении под кодовым названием «Фаустшлаг» («Удар кулаком»). Свои планы кайзеровские генералы строили на основе стратегии молниеносной войны (блицкрига). Германское командование рассчитывало, что развал русской армии и продвижение германских войск в глубь России приведут к быстрому падению Советской России. В конце января Пауль фон Гинденбург одобрил также план наступления на украинском участке фронта.
31 января (13 февраля) в Гамбурге состоялось совещание Вильгельма II с представителями имперского правительства и верховного командования, на котором предстояло окончательно решить вопрос о возобновлении военных действий против Советской России. Людендорф, рассматривая дальнейшие перспективы ведения войны на два фронта, писал в докладной записке на имя кайзера:

…Если мы не предпримем наступления, обстановка останется неясной, наши войска будут прикованы на Востоке… мы поставим под угрозу наш мирный договор с Украиной, а тем самым и снабжение, в котором нуждается Австро-Венгрия и мы сами. Таким образом, окончательная победа останется под сомнением!…Мы, возможно, нанесем большевикам смертельный удар и укрепим наше внутриполитическое положение… освободим на Востоке крупные силы для большого удара, который… настоятельно необходимо нанести на Западе…"
Серьёзные сомнения в реальности планов верховного командования высказывал Р. фон Кюльман. Он считал, что немедленная интервенция и даже занятие Петрограда тотчас же вызовет осложнения в Германии. Кюльман предлагал ограничиться вначале поддержкой внутренней контрреволюции в России. Резюмируя эти рассуждения, вице-канцлер Пайер отметил: «Мы можем начать, но как кончить?»
Однако кайзер поддержал требования Людендорфа, что окончательно решило исход совещания. Вильгельм II считал, что русским нужно помочь справиться с большевиками, поэтому немцы должны помочь им до того, как это сделает Антанта. «Следовательно, — подводил итоги кайзер, — не новая война, а помощь». Также на совещании была принята дата истечения перемирия с Россией — 17 февраля. Наступление намечалось одновременно на трёх направлениях — Петроградском (в Прибалтике), центральном (в Белоруссии) и южном (на Украине, совместно с австро-венгерскими войсками).
На совещании говорилось о необходимости «уничтожить большевиков», о том, что «очаг революционной чумы должен быть ликвидирован силой оружия», что «большевики представляют опасность в экономическом и политическом отношении», и поэтому «большевики должны исчезнуть».

## Ход интервенции

### До Брестского мира (февраль-март 1918)
К 18 февраля на Восточном фронте находилось 81,5 пехотных дивизий стран Четверного союза, в том числе 50,5 немецких, 28 австро-венгерских, 2 болгарские и 1 турецкая, а также 18 кавалерийских (9 немецких, 8 австро-венгерских, 1 болгарская) дивизий.
18 февраля войска Четверного союза на Восточном фронте перешли в наступление по всему фронту от Балтийского моря до Карпат. Вооружённых сил, способных сдержать их натиск, у России не было. Старая армия, изнурённая войной, была дезорганизована и в хаосе отступала. Её развалу способствовал приказ о демобилизации от 28 января (10 февраля) 1918, инспирированный Троцким.
В официальных германских источниках декларировалось, что Германия не стремится к аннексии и «воюет не с русским народом, а лишь с большевиками-узурпаторами, которые не дают установить мир».
19 февраля по инициативе Ленина Совнарком направил в Берлин радиограмму, в которой выразил протест против германского вторжения и дал согласие подписать мир на условиях Четверного союза. Одновременно под руководством большевиков развернулась работа по подготовке к отражению германско-австрийского нападения.
20 февраля СНК обратился с воззванием «К трудящемуся населению всей России», в котором заявил, что советский народ, хотя и готов принять условия мира, но полон решимости бороться с захватчиками. В тот же день был создан Временный исполнительный комитет СНК во главе с Лениным, уполномоченный решать оперативные вопросы обороны.
21 февраля был опубликован декрет Совнаркома «Социалистическое отечество в опасности!». От «Советов и революционных организаций» требовалось «защищать каждую позицию до последней капли крови», уничтожать продовольственные запасы, которые могли бы попасть «в руки врага». Железнодорожникам предписывалось уводить на восток подвижной состав, при отступлении уничтожать пути и железнодорожные здания. Объявлялась мобилизация рабочих и крестьян для рытья окопов, причём к этим работам под угрозой расстрела должны были привлекаться «все работоспособные члены буржуазного класса, мужчины и женщины». Принимались экстренные меры по обеспечению действующих войск продовольствием, налаживанию военного производства и укреплению тыла. В больших городах проходила запись добровольцев в Красную Армию. Формируемые части Красной Армии направлялись на наиболее угрожаемые участки фронта — под Нарву, Ревель и Псков.
Наступление германских и австро-венгерских войск разворачивалось по всему фронту. 18 февраля был занят Двинск, 19 февраля — Луцк и Ровно, 21 февраля — Минск и Новоград-Волынский, 24 февраля — Житомир, 25 февраля — Полоцк и Псков, 27-го — Жлобин, 28-го — Рогачёв и Речица, 1 марта — Гомель. 3 марта была захвачена Орша, 4-го — Нарва, 5-го — Могилёв. 
23 февраля от германского правительства был получен ответ, содержавший ещё более тяжёлые условия. Новый ультиматум состоял из 10 пунктов. Если первые два повторяли требования от 9 февраля (отвод войск за «линию Гофмана»), то в других от России требовалось полностью очистить Лифляндию и Эстляндию, признать правительство Центральной рады и вывести войска с Украины и из Финляндии, а также вывести полностью войска из Турции и возвратить ей анатолийские провинции. Кроме того, русская армия подлежала полной демобилизации, всем кораблям надлежало вернуться в порты и разоружиться, а в Северном Ледовитом океане до заключения мира устанавливалась немецкая блокада. На принятие этого ультиматума отводилось двое суток. В тот же день состоялось заседание ЦК РСДРП(б). За немедленное подписание германских условий мира голосовали 7 членов ЦК, против — 4, и четверо воздержались.
На Кавказе турецкое командование возобновило военные действия 12 февраля, нарушив перемирие, подписанное в Эрзиджане 5 (18) декабря 1917 году. Сосредоточив пять дивизий, усиленных нерегулярными отрядами курдской конницы и формированиями башибузуков, набираемых из местных мусульман, оно начало наступление в направлении довоенной русско-турецкой границы, имея конечной целью оккупацию территории Закавказья и Южного Азербайджана и захват бакинских нефтяных месторождений. 13 февраля турки заняли Эрзинджан. На Кавказе турецкие войска овладели городами Гюмушане, Байбурт, Ардаган. 24 февраля турки заняли Трапезунд.
25 февраля немцами были взяты Ревель и Псков, 1 марта — Киев и Гомель, 5 марта — Могилёв.
Наступление Германии на Латвию и Эстонию — быстрое и чрезвычайно успешное. Германцы захватывают около 17 тысяч пленных, а также трофеи: 1501 пушку, 669 пулемётов, 355 миномётов, 150 тысяч винтовок, 20 тысяч транспортных средств (в том числе 769 автомашин) и 27 самолётов. Германские потери в этой операции, даже несмотря на небольшую численность задействованных сил, ничтожны — 20 погибших и 89 раненых.
28 февраля советская делегация во главе с Г. Я. Сокольниковым прибыла в Брест-Литовск и тотчас же выступила с решительным протестом против нарушения Германией и её союзниками условий перемирия. В ответ на это новый глава германской делегации Ф. Розенберг заявил, что военные действия закончатся лишь после подписания мирного договора. 1 марта возобновились мирные переговоры. 3 марта был подписан Брест-Литовский мирный договор.
Согласно условиям Брестского мира, Россия должна была провести полную демобилизацию армии (бывшей царской армии, а также Красной Армии) и полное разминирование своей части Чёрного и Балтийского морей. Советская Россия уступала Германии области, лежащие западнее линии Брест-Литовск — Каменец-Литовск — Пружаны — Зельва — Мосты — Орёл — Докудова — Дзевенишки — западнее Слободки — Гервяты — Михалишки — восточнее Свенцяны — Маленгяны — Дрисвяты — Друя и далее по течению Западной Двины до Огер, и, оставляя Ригу к западу, линия границы выходила к Рижскому заливу, проходя по нему в северном направлении между материком и Моонзундским архипелагом и к выходу из Финского залива, остававшегося целиком к востоку от разграничительной линии. Россия возвращала Турции округа Ардаган, Карс и Батум, выводила свои войска из всех частей Восточной Анатолии. Россия обязалась немедленно заключить мир с Украинской Народной Республикой и признать её мирный договор с Германией и её союзниками. РСФСР выводила свои войска с территории Украины. То же касалось территории Эстляндии и Лифляндии, куда вводились германские полицейские части. Финляндия и Аландские острова также оккупировались Германией. Аланды подлежали демилитаризации при первой возможности.

### После Брестского мира (март-октябрь 1918)
В результате интервенции Центральных держав возникла угроза для Советской власти. Начало германской интервенции вызвало всплеск активности антибольшевистских сил, целью которых был срыв подписания Брестского мирного договора и уничтожение Советской власти силами германской армии. В связи с угрожающей Советской России опасностью и неспособностью остановить германское наступление, правительство РСФСР оказалось вынуждено подписать Брестский мирный договор. После подписания Брестского мира многие представители Белого движения призывали к его разрыву, восстановлению территориальной целостности России и реставрации монархии.

#### Германская интервенция в Финляндии
Финляндская буржуазная демократия для подавления революционных выступлений на своей территории пошла на союз с Германией. 7 марта был подписан договор о помощи. 5 марта немецкие войска численностью около 10 тыс. человек под командованием генерал-майора Р. фон дер Гольца высадились на Аландских островах, которые стали базой для германской интервенции в Финляндию. 3 апреля Балтийская дивизия (12 тысяч бойцов) высадилась на полуострове Ханко, а 7 апреля отряд полковника Бранденштейна (около 3000 штыков и 12 орудий) высадился около Ловиисы. Несмотря на сопротивление финской Красной Гвардии, финские войска при поддержке германских частей заняли г. Тамперсфорс (Тампере). 14 апреля германские войска взяли Гельсингфорс. В 20-х числах апреля части финской Красной Армии были окружены и уничтожены в районе Лахти — Тавастгус, 29 апреля был занят Выборг, а вскоре было заключено перемирие с РСФСР.
Предпринимая интервенцию в Финляндию, германское военное руководство преследовало цель создать здесь удобный плацдарм для агрессии против Советской России. Германское командование и финское правительство и после заключения перемирия с Советской Россией продолжали формирование финской армии, используя германских инструкторов и оружие для подготовки нового наступления на РСФСР. Людендорф так оценивал обстановку на 30 апреля:

…Теперь мы располагали в Нарве и Выборге такими позициями, которые давали нам возможность в любой момент начать наступление на Петроград, чтобы свергнуть большевистскую власть… 
В связи с реальной опасностью захвата германскими и финскими войсками кораблей Балтийского флота, базировавшихся в Гельсингфорсе, советское правительство приняло решение о немедленном переводе флота в Кронштадт. Эта важная стратегическая операция, вошедшая в историю как «Ледовый поход», началась 12 марта в условиях тяжёлой ледовой обстановки и успешно завершилась 2 мая 1918 году.

#### Германо-австро-венгерская оккупация Украины
27 января (9 февраля) 1918 года в Брест-Литовске германская и австро-венгерская делегации подписали сепаратный мирный договор с делегацией Украинской Центральной рады. Для Германии и Австро-Венгрии этот договор имел огромное значение. Продовольственные ресурсы Германии и Австро-Венгрии на четвёртом году войны были полностью исчерпаны. Странам, находящимся в состоянии блокады, не хватало и сырьевой базы. В обмен на военную помощь в вытеснении советских сил с территории Украины УНР обязалась поставить Германии и Австро-Венгрии до 31 июля 1918 г. миллион тонн зерна, 400 млн яиц, до 50 тыс. тонн мяса рогатого скота, сало, сахар, пеньку, марганцевую руду и прочие.
Границы между УНР и Австро-Венгрией по подписанному договору совпадали с довоенными между Российской империей и Австро-Венгрией, а в пределах предполагаемой Польши их должна была окончательно признать совместная комиссия на основании «этнографических отношений и с учётом желаний населения». Стороны высказали желание жить в мире и дружбе, отказались от взаимных претензий на возмещение убытков, причинённых войной, обязались восстановить экономические отношения, произвести обмен военнопленными и излишками сельскохозяйственных и промышленных товаров. Также была подписана секретная декларация об объединении Восточной Галиции и Северной Буковины в отдельный коронный край.
31 января (13 февраля) в Бресте делегация УНР обратилась к Германии и Австро-Венгрии с просьбой о помощи против советских войск, что стало логическим продолжением подписанного несколькими днями ранее мирного договора. Хотя военная конвенция между УНР, Германией и Австро-Венгрией, ставшая правовой основой для вступления австро-германских войск на территорию Украины, была официально оформлена позднее, германское командование уже 31 января дало своё предварительное согласие на вступление в войну против большевиков и начало активно готовиться к походу на Украину.
Вступившие 18 февраля на территорию Украины немецкие войска (австро-венгерская армия начала наступление неделей позже) постепенно продвигались в восточном и южном направлениях, не встречая значительного сопротивления со стороны фронтовых частей бывшей российской армии или советских войск. Фронтовые части были полностью разложены мирной пропагандой как большевиков, так и Центральной рады. Единственной боеспособной советской частью к западу от Киева был отряд Киквидзе, занимавший Бердичев. Малочисленные войска УНР, идя в авангарде наступления, полностью зависели от решений немецкого командования, с которым украинскому командованию приходилось в обязательном порядке согласовывать все свои действия. 21 февраля Запорожская бригада атаковала Житомир, который обороняли разрозненные части большевизированной 7-й армии, и к 23 февраля заняла город. Однако попытки взять Бердичев безуспешно продолжались до 27 февраля, пока с приближением к городу крупных немецких частей Киквидзе не отошёл к Киеву.
После боёв под Бердичевом гайдамацкие части Петлюры были отведены к Коростеню, который был взят ими без боя, а части Запорожской бригады выдвинулись в авангарде наступающих немецких войск по направлению Казатин — Фастов — Киев. Ещё одна группа войск УНР двигалась по шоссе Житомир — Киев.
Австро-венгерские войска вторглись в пределы УНР 25 февраля, перейдя приграничные реки Збруч и Днестр, и с ходу заняли города Каменец-Подольский и Хотин. Австрийцы, наступая на одесском направлении вдоль железной дороги Львов — Тернополь — Жмеринка — Вапнярка, быстро оккупировали Подолье, встретив в первых числах марта лишь небольшое сопротивление большевизированных фронтовых частей у Винницы и Жмеринки.
1 марта под командованием Симона Петлюры передовые отряды Армии УНР — гайдамаков, сечевых стрельцов и запорожцев — вступили в Киев, после чего был проведён парад. Эта акция вызвала недовольство как немцев, так и Центральной рады — в результате Петлюра был отстранён от командования. Следом в Киев вошли немцы под командованием генерала фон Эйхгорна. Эйхгорн возглавил администрацию большинства оккупированных областей Украины, за исключением частей Волынской, Подольской, Херсонской и Екатеринославской губерний, переданных под управление австро-венгерской администрации.
3 марта началось наступление на Полтавском направлении. В результате наступления австро-венгерских войск 13 марта была занята Одесса. 12 марта немцы заняли Чернигов, 15 — Бахмач (после сражения под Бахмачем), 27 — Гадяч, 1 апреля — Сумы и Ахтырку.
Первый серьёзный бой на Полтавском направлении произошёл у Гребёнки. Казацкий удар на Лубны заставил красных отступить к Полтаве. Началась паника, но германцы сами остановили наступление, узнав о переброске советских войск под Ромодан. 20 марта началось советское контрнаступление, которое, однако, закончилось неудачно. После 2 дней борьбы за Ромодан — второе крупное сражение, германцы взяли его, а также Хорол и Миргород, а 25 марта — Кременчуг. После перехода командира красных казаков Бокитько на сторону УНР, 29 марта Полтава оказалась в руках германцев.
На южном направлении германские войска 17 марта заняли Херсон, а 19-го — Николаев. Германско-казацкие войска продвигались на восток. После боёв 3 апреля был взят Екатеринослав, а 8 апреля — Харьков. Наступление остановилось только в начале мая, после занятия Новозыбкова и Белгорода. 4 мая на станции Коренево было подписано перемирие между германским и советским командованием. Была установлена нейтральная зона, наступление на курском направлении закончилось. К тому времени германо-австрийские войска вышли на линию Новозыбков — Новгород-Северский — хутор Михайловский — Белгород — Валуйки — Миллерово.
К концу апреля вся территория УНР оказалась под контролем немецкой и австро-венгерской армий.
Во второй половине апреля началось наступление на Крым. После тяжёлых боёв под Чонгаром советские войска эвакуировались по морю в Ейск. Активные бои шли в Донбассе, где германские войска были задержаны. Однако в конце апреля началось отступление к Царицыну. 1 мая был оставлен Таганрог. Несмотря на мероприятия советской власти и объединения Кубанской и Черноморской советских республик в Кубано-Черноморскую, после боя 8 мая был взят Ростов.
После захвата германскими войсками Ростова стороны перешли от активных действий к десантным операциям. В первой из них германские войска 31 мая высадились на Таманском полуострове, придя на помощь казакам, захватив плацдарм и за 2 недели оккупировав весь полуостров, а во второй советский Азовский флот 8-14 июня предпринял неудачную попытку отбить Таганрог. 17 июня на станции Тихорецкая было подписано соглашение между командованием германских и советских войск о прекращении военных действий, впрочем, другие источники утверждают, что соглашение подписано не было, но военные действия между советскими и германскими войсками во второй половине июня прекратились.
Фронт стабилизировался по линии Батайск — Дон — Северный Донец — Дёгтево — Осиновка — Новобелая — Валуйки — Грушевка — Белгород — Суджа — Рыльск.
По соглашению от 29 марта 1918 года под управление Австро-Венгрии входили часть Волынской, Подольская, Херсонская и Екатеринославская губернии. Николаев, Мариуполь и Ростов-на-Дону занимали смешанные части. Остальные губернии Украины, Крыма, а также Таганрог оккупировали германские войска.

#### Продолжение турецкого наступления в Закавказье

##### Наступление турецких войск в марте-мае
Османская империя, среди народов Закавказья была крайне непопулярна; Закавказский комиссариат хотя и не признавал власти Совета Народных Комиссаров, но официально не решался объявить об отделении края от России. В Баку существовала Советская власть, требование которой о единстве Закавказья с Советской Россией поддерживалось революционными рабочими.
Малочисленные русско-грузино-армянские отряды оказывали отчаянное сопротивление, но могли лишь замедлить продвижение врага. Пользуясь численным превосходством и отсутствием сплошной линии фронта, турецкие войска обходили очаги обороны, заставляя войска Закавказского комиссариата отступать дальше. 24 февраля были взяты Мамахатун и Трапезунд. Наступление сопровождалось уничтожением мирного населения — истребляли и русских пленных, и армян, которые уцелели от прошлых чисток, и даже греков — Греция уже воевала на стороне Антанты, и у иттихадистов исчезли причины воздерживаться от уничтожения этой категории христиан:

«…Тысячи русских расстреляны и сожжены заживо. Армяне подвергаются неописуемым пыткам. Детей суют в мешки и кидают в море, стариков и женщин пригвождают к крестам и калечат, девушек и женщин насилуют. Об этом сообщено послу в Константинополе…»— Из доклада германских дипломатов
. 27 февраля Энвер-паша издал секретный приказ, предписывающий 3-й армии вторгнуться в российское Закавказье и там тоже решить «армянский вопрос»:

«….Положение вещей требует поголовного истребления армянского народа, о чём издано султанское ираде…»
После занятия Трапезунда турецкие войска продвигались дальше. Вся тяжесть борьбы с оккупантами легла на армянские войска. Закавказский комиссариат уклонился от участия в Брест-Литовских переговорах, а сам вёл сепаратные переговоры с Турцией в Трапезунде. 1 марта Закавказский сейм наконец-то объявил войну Турции. Наступление турецких войск продолжалось. Больше двух недель Добровольческая дивизия Андраника и 1-я армянская пехотная бригада генерала Мореля обороняли Эрзерум, и 12 марта многократно превосходящими силами он был взят. Одиннадцать дней продолжались бои за Сарыкамыш, где сражалась дивизия генерала Арешева с приданными частями. И 5 апреля была вынуждена отойти, когда турки стали обходить через Бардус — повторить манёвр Юденича Арешеву было нечем. А 7 апреля был занят Ардаган.
В связи с наступлением турецких войск в тыловых районах Закавказья начался исход беженцев — армян, грузин, греков, айсоров, русских, курдов-езидов.
30 марта Турция предъявила ультиматум об очищении Карской, Батумской и Ардаганской областей. Закавказский сейм отверг его, но не мог организовать должного сопротивления. Активность проявляли большевики. Ещё 10 марта Кавказский краевой комитет РКП(б) призвал «образоввывать социалистические красные отряды для борьбы с „внешней“ и „внутренней“ контрреволюцией».
12 апреля НКИД РСФСР передало Германии ноту протеста в которой просила повоздействовать на османское правительство с целью предотвращения уничтожения турками мирного населения:

«…Турецкая армия продвигается к Батуму, Карсу, Ардагану, разоряя и уничтожая крестьянское население. Ответственность за дальнейшую судьбу армян ложится на Германию, ибо по её настоянию были выведены войска из армянских областей, и ныне от неё зависит сдержать турецкие войска от обычных эксцессов…»
.
Наступление турок удалось остановить только под Карсом. Это была мощная крепость, выгодно расположенная, а главное перекрывающая пути дальнейшего продвижения. Тут было до 600 орудий, огромные склады вооружения, снаряжения, боеприпасов. Пока передовые отряды сдерживали противника, части Армянского корпуса успели сформироваться. Части корпуса сначала были разделены и разбросаны, однако под Карсом стали хорошей армией:

«…Далеко не полностью — были „бригады“ и „дивизии“, которые по несколько штук приходилось сводить в „отряды“ в нескольких сотен бойцов. Но по мере отступления фронта эти войска подтягивались навстречу, и как раз под Карсом уже составили реальную боевую силу. Назарбеков считал, что здесь можно удержаться надолго…»
Ситуацию ухудшило то, что грузинские меньшевики, надеявшиеся на поддержку Германии, не торопились создавать Грузинский корпус. Наоборот, вместо борьбы с турками, грузинские политики обернули взор на русских и перешли к шовинизму, их идеей стала Народная гвардия под командованием Джунгелия — нечто в стиле красной гвардии, но с националистическим уклоном, нацеливавшемся не против внешнего противника, а на округление границ будущей Грузии за счёт «национальных меньшинств».
14 апреля грузинские отряды смогли остановить турок на реке Чолок. Чтобы подтолкнуть Закавказский сейм к принятию своих требований, 15 апреля внезапным ударом был занят Батум. Сейм тут же принял ультиматум о признании условий Брестского мира, а 22 апреля объявил о создании независимой Закавказской Федеративной Демократической республики — ЗДФР. Но турки выставили новые требования — отвод войска ЗДФР за русско-турецкую границу 1877 года. И председатель нового закавказского правительства А.Чхенкели отдал Назарбекову приказ немедленно оставить Карс. 25 апреля турки без сопротивления заняли крепость, захватив всю её артиллерию и армейские склады. Части ЗДФР были отведены на старую границу, которую Грузинский корпус должен был прикрывать от Чёрного моря до Ахалкалаки, а Армянский — по рекам Ахурян и Аракс. Но турки обманули правительство ЗДФР. 10 мая открылась Батумская мирная конференция, и на ней турки пердъявили новые требования — отдать половину Эриванской, Тифлисской и Кутаисской губерний.
Но продвижение турецких войск не устраивало Германию, в связи с этим 27 апреля 1918 года в Стамбуле было подписано секретное соглашение о разделе сфер влияния: Турции переходили уже занятые ею области Закавказья и вдобавок ещё часть Армении вдоль железнодорожной линии Карс — Александрополь — Караклис. В остальной части Закавказья, включая районы Азербайджана, находившиеся под властью закавказского правительства, преобладающими должны были считаться интересы Германии. Однако турки все же сумели выторговать право провоза войск по Закавказской железной дороге якобы для борьбы против англичан в Северной Персии. 28 апреля Турция объявила о согласии вступить в мирные переговоры с ЗДФР, которые начались в Батуме 11 мая.
Переговоры начались 11 мая. Германская Империя выразила желание взять на себя роль посредника. Представители Закавказья не были против, потому что они считали, что «пребывание немцев в Батуми имело значение накинутой на Турцию уздечки». Однако турецкая делегация категорически выступила против и вела тайные переговоры с мусаватистами, с целью обойти договор о сферах влияния. Это не ускользнуло от внимания немцев, и они приступили к секретным переговорам с грузинской частью закавказской делегации по вопросам германо-грузинских отношений и оказания Грузии «покровительства».

##### Германская интервенция в Грузии
14 мая Грузинский национальный совет принял инспирированное немцами решение просить покровительства у Германии. Германия согласилась на помощь.
15 мая в порт Поти прибыли германские транспорты, с которых высадился десант. К началу лета отряд немцев был введён даже в Тифлис.
25 мая в Поти прибыл первый эшелон германских войск из Крыма (3 000 человек). А уже 26 мая грузинская фракция Закавказского сейма заявила о выходе из федерации, и в тот же день была провозглашена Грузинская Демократическая Республика.
28 мая правительство Грузии было признано Германией, и в Поти подписали шесть договоров, в соответствии с которым Германия получала монопольное право на эксплуатацию экономических ресурсов Грузии, а порт Поти и железная дорога поступали под контроль германского командования.
4 июня 1918 г. в Батуме Турция подписала с Армянской и Грузинской республиками договоры «о мире и дружбе», по которым к Турции, кроме Карской, Ардаганской и Батумской областей, отходили: от Грузии Ахалкалакский уезд и часть Ахалцихского уезда; от Армении — Сурмалинский уезд и части Александропольского, Шарурского, Эчмиадзинского и Эриванского уездов. Турецкие войска получили право беспрепятственных ж/д перевозок.
10 июня германские войска вошли в Тифлис, к 15 июня там их было уже около 5 тысяч. Германские гарнизоны разместились в Кутаиси, Гори, Сигнахе, Самтреди, Новосенаки, Очамчире и в других населённых пунктах. В Поти дислоцировались войска с артиллерией (свыше 10 тысяч человек). Всего в Грузии германских войск было (включая военнопленных и мобилизованных немецких колонистов) около 30 тысяч человек. Командовал ими генерал-майор Ф. Кресс фон Крессен-штейн. Германские интервенты взяли под контроль почту, телеграф, банки, военные и финансовые ведомства. К грузинской армии были прикреплены германские инструкторы.
По договорам с грузинским правительством от 12 июля Германия получала в эксплуатацию Чиатурские марганцевые рудники на 30 лет, порт Поти — на 60 лет, железную дорогу Шорапан — Чиатура — Сач-хере — на 40 лет.

##### Турецкое наступление в Азербайджане
14 июня между правительством АДР и турецкими властями был заключён договор, согласно которому железные дороги Азербайджана на пять лет переходили в распоряжение Османской империи.
Турецким властям удалось добиться от мусаватистов официальной просьбы об интервенции и борьбе с бакинскими большевиками. В ответ на эту «просьбу» в отряды мусаватистов были направлены турецкие офицеры в качестве командиров, в отряды вливались целые подразделения турецких солдат. В конце мая и начале июня турки ввели в Азербайджан крупные воинские подразделения. Заняв Гянджу, Акстафу, Казах.
К концу июня в наиболее важных стратегических пунктах Азербайджана уже находились турецкие подразделения, и вместе с тем турки продолжали сосредоточивать новые части в Армении и на юге Азербайджана.
Турецкое командование стремилось опередить германские войска в установлении полной власти над Закавказьем. В связи с этим оно развернуло наступление на Баку. Была создана группировка войск «Восток», численностью 28 тысяч человек. Баку должна была захватить «Кавказская мусульманская армия», численностью 13 тысяч человек при 40 орудиях, при поддержке мусаватских войск, численностью около 5 тысяч человек и 10 орудиях. Поводом для похода стал долг «помочь братьям по вере и расе». 10 июля турецко-мусаватские войска начали наступление из Гянджи по 3 направлениям:
1. северо-восточное — на Шемаху
2. центральное — на станцию Кюрдамир
3. юго-восточное — на Муганью[1].

Вооружённые силы Бакинской коммуны составляли 18 тысяч человек, 19 орудий, 3 бронепоезда, несколько гидропланов, 4 канонерские лодки и 3 вооружённых торговых судна. В Бакинском районе было до 13 тысяч человек, но только половина из них была вооружена, имелось лишь 60 пулемётов. Из РСФСР в Баку в июне прибыли 4 броневика, оружие и боеприпасы, в июле прибыл отряд во главе с Г. К. Петровым, численностью 800 человек при 6 орудиях.
Тем временем турецкие войска 10 июля заняли Кюрдамир — важный стратегический пункт на пути к городу, 26 июля станцию Карасу и 27 — Аджи-Кабул, что к юго-западу от Баку. Также турки, с целью обхода Баку с севера, развили наступление в направлении Шемахи.
В это время по указанию фон Кресса наиболее боеспособные части немецких оккупационных войск в Грузии начинают стягиваться к границам Азербайджана. Германская делегация предложила командованию турецких войск план использования этих частей для обеспечения тыла турецких соединений, наступавших на Баку: немцы рассчитывали взять под свой контроль железную дорогу Тифлис — Баку. Однако турки разгадали замысел германцев и отвергли предложенный план, заявив, что для занятия Баку у них имеется достаточно войск.
Турецкие части продолжали наступать. Советское правительство вновь обратилось к Германии с нотой протеста. Оно настаивало на принятии неотложных мер по прекращению германо-турецкого наступления на Баку и строгом выполнении условий Брестского мира.
Советские части, оборонявшие Баку, несмотря на свою малочисленность и слабое вооружение, оказывали упорное сопротивление турецким войскам. Продвижение к Баку оказалось не таким лёгким.
В то же время 27 июля С. Шаумян в телеграмме, направленной на имя В. И. Ленина, писал: 

«…Положение на фронте ухудшается с каждым днем. В шемахинском направлении наши войска отступили от Баку и переформировываются по линии железной дороги. Войска, угрожаемые с севера на пирсагатском направлении, с юга, со стороны Сальян, отступили до станции Алят, положение крайне серьёзное…»— Статистический обзор развития народного хозяйства России... Т. 36, ч. IV, с. 658—659.
В это время германские правящие круги увидели выгоду в остановке турецкого наступления, если Советская Россия передаст Германии часть бакинской нефти. Генеральный консул Германии в Стамбуле писал в связи с этим:

«…Представляется сомнительным, чтобы туркам вообще удалось взять Баку; вероятно — и это было бы желательно — они потерпят там от большевиков основательное поражение. Если мы полюбовно договоримся с большевиками, то нефтяные источники Баку и тамошние запасы попали бы в наши руки в целости и сохранности. Если последние, вопреки ожиданиям, будут вынуждены покинуть город, то они подожгут весь Баку и тем самым ни турки, ни мы не сможем воспользоваться запасами нефти…»— ЦАГП, ф. I-ДР, док. 6273, л. 9. В кн.: Политика Германии в Закавказье, док. № 18, с. 50.
Когда германская делегация уведомила Советское правительство о потребности в советской нефти, то СНК сразу начал переговоры. В. И. Ленин писал про эти события 

«…Немцы согласились бы приостановить наступление турок на Баку, если бы мы гарантировали немцам часть нефти. Конечно, мы согласимся…»— В. И. Ленин. Телеграмма И. В. Сталину.— Т. 50, с. 114. 
Однако переговоры по данному вопросу стали затягиваться, так как сведения об ухудшении положения Советской власти в Баку снова укрепили уверенность Берлина в успехе турок, поэтому немцы уже не стали торопиться с завершением переговоров.

## Дополнительное соглашение
В то время как германский генеральный штаб пришёл к выводу, что поражение в войне неминуемо, Германии удалось навязать советскому правительству, в условиях нарастающей гражданской войны и начавшейся интервенции Антанты, дополнительные соглашения к Брест-Литовскому мирному договору. 27 августа 1918 года в Берлине в обстановке строжайшей секретности были заключены русско-германский дополнительный договор к Брестскому миру и финансовое соглашение, которые от имени правительства РСФСР подписал полпред А. А. Иоффе, а со стороны Германии — фон П. Гинце и И. Криге.
По финансовому соглашению Советская Россия обязывалась выплатить Германии, в качестве компенсаций ущерба и расходов на содержание российских военнопленных, огромную контрибуцию — 6 млрд марок (2,75 млрд рублей) — в том числе 1,5 млрд золотом (245,5 т чистого золота) и кредитными обязательствами, 1 млрд поставками товаров. В сентябре 1918 года в Германию было отправлено два «золотых эшелона», в которых находилось 93,5 тонны «чистого золота» на сумму свыше 120 млн золотых рублей. До следующей отправки дело не дошло. Почти всё поступившее в Германию российское золото было впоследствии передано Франции в качестве контрибуции по Версальскому мирному договору.
По заключённому дополнительному договору Россия признавала независимость Украины и Грузии, отказывалась от Эстонии и Ливонии, которые по первоначальному договору формально признавались частью Российского государства, выторговав себе право доступа в балтийские порты (Ревель, Рига и Виндау) и удержав за собой Крым.
Большевики также выторговали себе контроль над Баку, уступив Германии четверть производимой там продукции; впрочем, на момент заключения соглашения Баку был оккупирован британцами, которых ещё надо было выдворить оттуда. Для обеспечения сохранности и безопасности нефтяных месторождений Германия взяла на себя обязательство не оказывать поддержку любой третьей стране, ведущей военные действия на Кавказе за пределами Грузии, а также в районе Карса, Ардагана и Батума, переданных Турции по первоначальному договору. Она обязалась воспрепятствовать военным действиям любой третьей державы в непосредственной близости от Бакинского района. Прежде чем обе стороны успели предпринять по этому вопросу какие-либо шаги, турки 16 сентября вошли в Баку.
Со своей стороны, Германия согласилась также вывести свои войска из Белоруссии, с черноморского побережья, из Ростова и части Донского бассейна, а также не оккупировать более какой-либо российской территории и не поддерживать сепаратистские движения на российской земле.
Кроме официального дополнительного договора было также подписано секретное соглашение, так называемая «нота Гинце», в которой стороны более откровенно заявляли о своих позициях. В ноте оговаривалось разграничение сфер влияния с установлением границ и с определением сырьевых поставок из одной страны в другую, а также использование Германией кораблей Черноморского флота. Было зафиксировано обоюдно выраженное согласие сторон прилагать взаимные усилия к борьбе внутри России с интервентами Антанты, Добровольческой армией и восстанием Чехословацкого корпуса. Кроме того, Россия брала на себя обязательство выдворить союзные державы из Мурманска, а если же она оказывалась неспособной это сделать, то решение этой задачи предполагалось отдать германо-финским войскам. Содержание соглашения держалось в секрете в течение 8 лет, и только по прошествии этого срока оно было опубликовано в германской печати.
Объяснение этому секретному соглашению кроется во внутренней обстановке, которая сложилась в России к тому времени. Иностранная интервенция и гражданская война угрожали существованию советского режима, причём эта угроза была столь серьёзна, что советское правительство сочло невозможным идти на риск, отклоняя германские требования.
После подписания дополнительных соглашений советским правительством в августе были образованы два дополнительных участка отрядов завесы — Северо-восточный участок отрядов завесы против английских войск, высадившихся 2 августа в Архангельске, и Южный участок отрядов завесы для борьбы с армией генерала Краснова в Донской области. В сентябре участки отрядов завесы были преобразованы в фронты.

## Поражение Центральных держав в Первой мировой войне и освобождение оккупированных территорий
Накануне военно-политического краха, который постиг Германскую империю, в её политике в отношении Советской России наметился характерный сдвиг. Под влиянием катастрофического положения на фронте и нарастающей революционной волны внутри страны германское правительство ставило перед собой две ближайшие цели: заключение перемирия на Западе и борьбу с надвигающейся революцией. Правящие круги Германии рассчитывали, что переход к активно враждебной политике в отношении РСФСР мог способствовать борьбе с собственной революцией и стать одним из смягчающих условий в предстоящих мирных переговорах с Антантой. Этими соображениями можно объяснить разрыв Германией дипломатических отношений с советским правительством 5 ноября 1918 года. Лишь революция, произошедшая 9 ноября, помешала намерениям Германии присоединиться к Антанте в её борьбе против Советской России.
Одним из условий Компьенского перемирия между Антантой и Германией от 11 ноября 1918 года стал отказ Германии от условий Брест-Литовского мира и Бухарестского мирного договора с Румынией. 13 ноября Брестский договор был аннулирован ВЦИК, однако воспользоваться плодами победы в войне и занять место среди победителей Россия уже не могла.
Вскоре после этого начался отвод германских войск с захваченных территорий бывшей Российской империи.
С осени 1918 года Германия перестала играть какую-либо заметную роль во внешнем окружении Советской России. Поддержка ею контрреволюционных организаций в виде добровольческого корпуса фон дер Гольца преследовала ограниченную цель — сохранить своё влияние в Прибалтике и обеспечить свои границы от надвигающейся волны большевизма. Однако уже летом 1919 года предлагала Антанте присоединиться к её борьбе против России в обмен на пересмотр и смягчение условий Версальского мирного договора. Эти предложения были, однако, отвергнуты, и осенью того же года Германия отказалась от участия в блокаде Советской России, объявленной Антантой.
В 1920 году Германия придерживалась полнейшего нейтралитета в Польско-советской войне. В дальнейшем Германия и РСФСР пришли к восстановлению нормальных отношений, закреплённых Рапалльским договором 16 апреля 1922 года.